# Eduard Merk

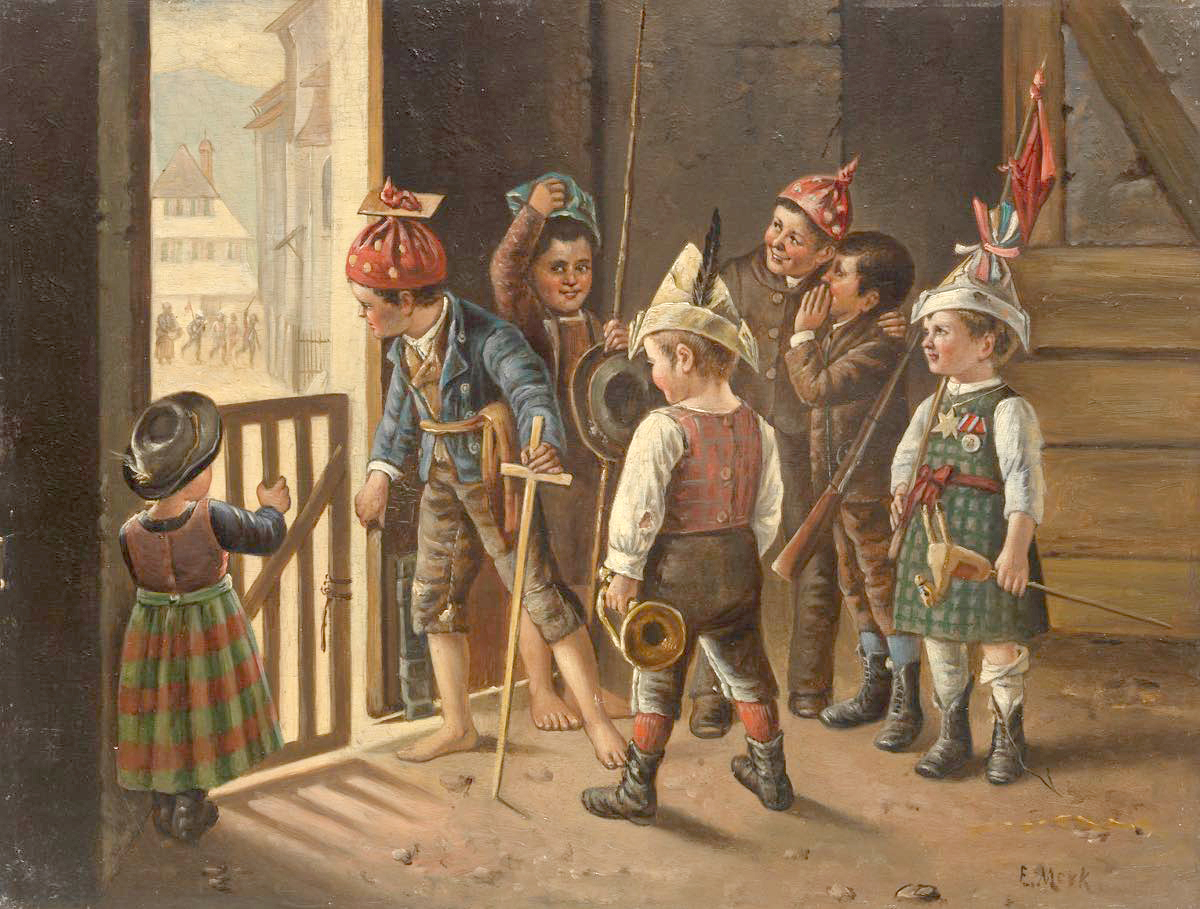
Der strategische Plan

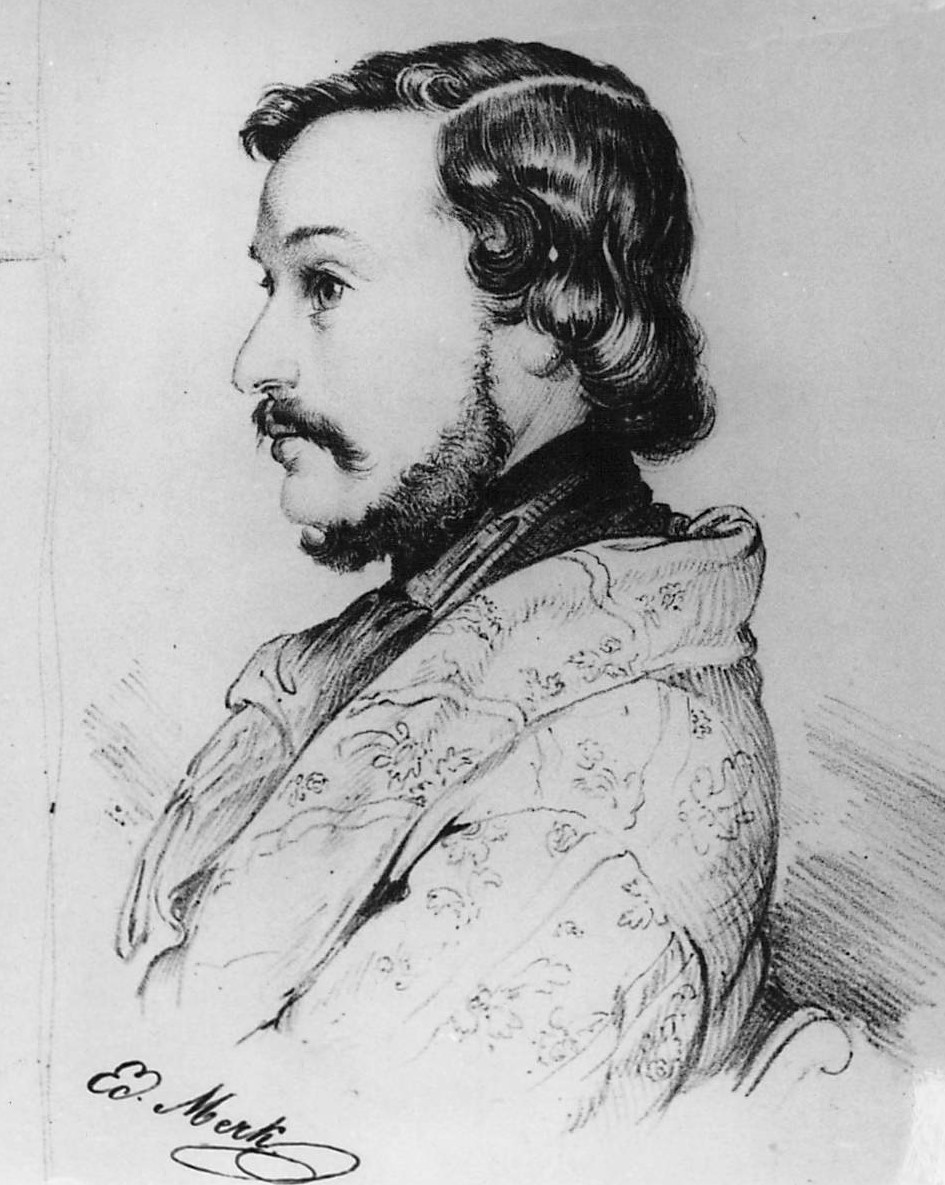
Eduard Merk, Selbstporträt

Eduard Merk (* 7. März 1816 in München; † 8. Februar 1888 ebenda) war ein deutscher Historien- und Genremaler.

## Leben
Geboren als Sohn des Münchener Hofjuweliers Gottfried Merk, studierte Merk seit dem 28. November 1829 im Fach Historienmalerei an der Königlichen Akademie der Künste in München.
Seit 1838 setzte er sein Studium in Rom fort, danach kehrte er nach München zurück. Er stellte seine Werke im  Münchener Kunstverein aus. Merk gehörte der Brannenburger Künstlerkolonie an.
Er hatte acht Kinder mit seiner Frau Anna Margarethe (geb. Schreiner). Seine Tochter Emma Haushofer-Merk (1854–1925) war eine Frauenrechtlerin und bekannte Schriftstellerin und war Mitglied im Münchener Verein für Fraueninteressen. Sein jüngster Sohn Eduard (1859–1905) war ebenfalls Maler.